# Henry Power
Henry Power (1623 – 1668) è stato un medico britannico, uno dei primi membri della Royal Society.

## Biografia
Power si immatricolò nel Christ's College nel 1641 e nel 1644 ottenne il Bachelor of Arts. Fu corrispondente di Thomas Browne su tematiche scientifiche; conseguì il Master of Arts nel 1648 ed il Doctor of Medicine nel 1655. Praticò la sua professione ad Halifax per qualche tempo e si trasferì in seguito a New Hall, vicino a Elland. Power fu eletto membro della Royal Society in data 1 Luglio 1663 su proposta di John Wilkins.
Morì a New Hall il 23 dicembre 1668 e venne seppellito nella Chiesa di All Saints, Wakefield, con una targa in ottone in sua memoria.

## Opere
La sua unica opera pubblicata è Experimental Philosophy, in tre volumi che si occupano rispettivamente di microscopia e corpuscolarismo, degli esperimenti di Torricelli, del vuoto e la confutazione dell'opera del gesuita Jacobus Grandamicus (Jacques Grandami, 1588–1672).

## La legge di Boyle
Con una serie di esperimenti, cui collaborò il suo amico Richard Towneley, Power scoprì la correlazione tra pressione e volume dell'aria, che verrà poi conosciuta come legge di Boyle. Questa correlazione viene accennata in Experimental Philosophy.